# Castell i vila de Bellver de Cerdanya
El castell termenat de Bellver estava situat al lloc més elevat del clap rocallós cantellut, calcari, on s'assenta el poble, a l'esquerra del riu Segre. Formava part d'una línia de fortificacions i torres de guaita que defensaven i controlaven el Camí Ral que, travessant el comtat medieval de Cerdanya, unia el també comtat de Conflent amb el d'Urgell. Del castell només en queden les restes del que segurament era la cisterna i, de la muralla que defensava la vila, s'han conservat parts del costat del riu, amb panys de mur i torres quadrades i rodones, seguint el carrer anomenat de la Muralla.

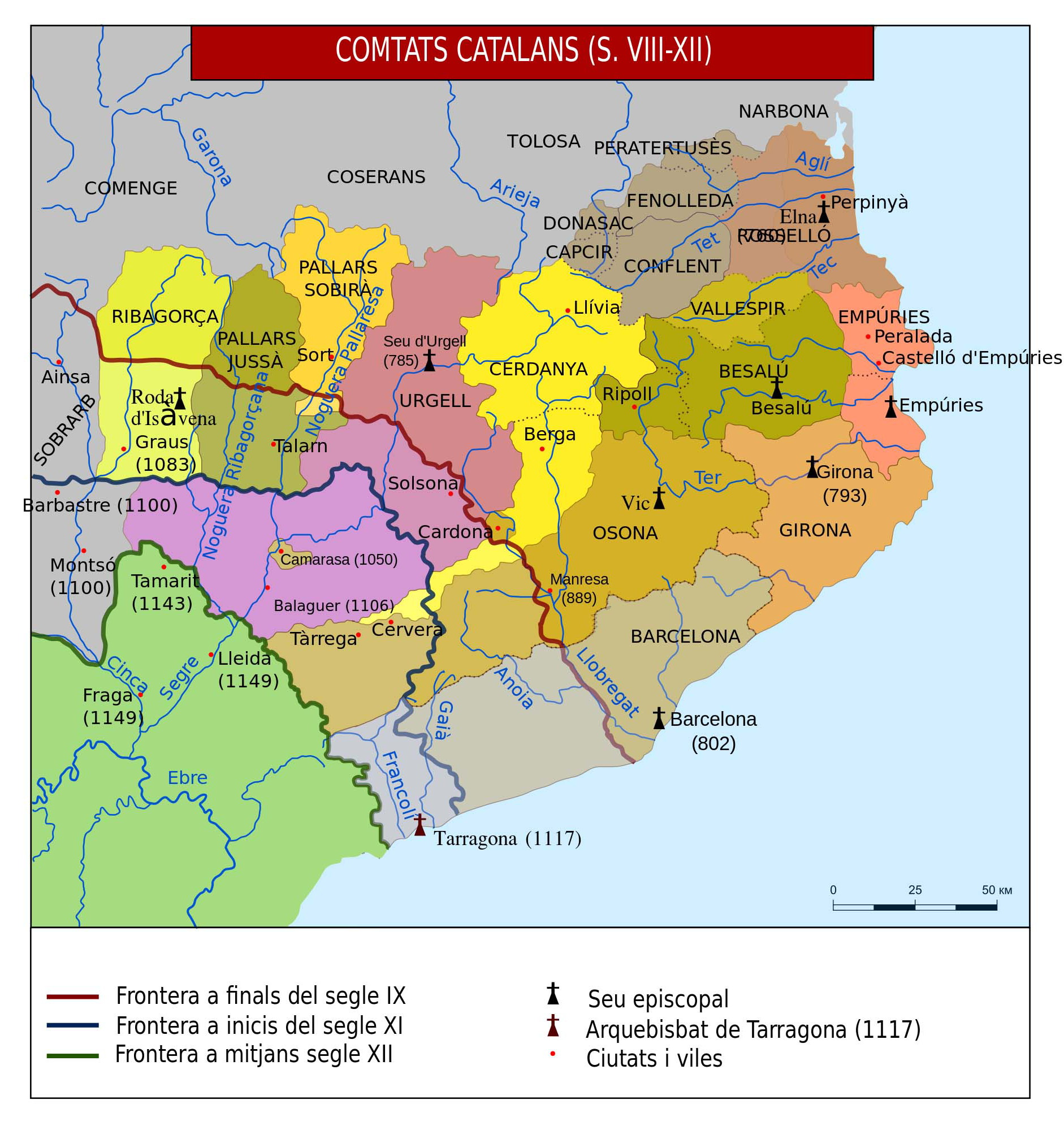
Comtats catalans s. VIII-XII

## Història
L'actual vila de Bellver té l'origen en la carta de població i franquesa atorgada per Nunó Sanç, senyor de Rosselló i Cerdanya, el 1225 al puig de «Bellovidere» al Baridà (subcomarca de l'alta vall del Segre). Nunó Sanz pretenia disposar d'una vila situada estratègicament a la frontera mateix amb el comtat d'Urgell. És possible que en aquest lloc hi hagués hagut el castell de Talló, fortalesa documentada el 1090 però de la qual no es coneix l'emplaçament. La força de Bellver no és documentada fins al 1233 en una concòrdia entre Nunó Sanç i el comte Roger de Foix en la qual la fortalesa de Bellver quedava a plena voluntat del senyor de Cerdanya. El 1255 es documenta «in castro de Belvezer» formant part del domini de Galceran IV de Pinós el qual, en el seu testament, fet en preparar-se per anar amb l'exèrcit del rei, demanava que en cas de mort es paguessin els seus deutes amb tot el que posseís al castell de Bellver. L'any 1271, El mateix Galceran vengué durant dos anys a P. de Riba, de Puigcerdà, pel preu de 3 375 sous de Barcelona tot el que rebia als castells de Bellver i de Prats i els seus termes. Poc abans, el 1267, el rei Jaume I concedia a Bellver l'excepció del pagament de la «quèstia reial» (tribut en diners o en fruits que el senyor feudal cobrava dels seus súbdits), a canvi que els seus habitants construïssin la muralla que havia de tancar la vila. Per tant, es pot afirmar que en aquestes dates, a dalt del turó de Bellver només hi havia el poble i un castell.

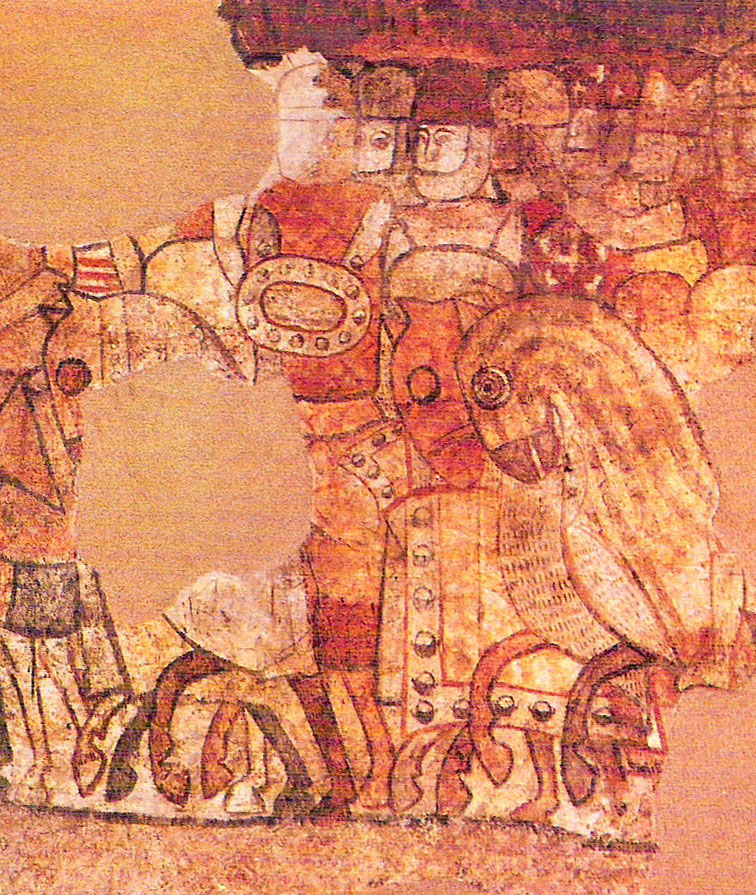
Saló del Tinell al Palau Reial Major de Barcelona. S'hi aprecia la representació de Nunó Sanç

L'any 1277, Jaume II de Mallorca confirmà els «consuetudines et libertates» que havia atorgat el seu pare, a la vila de Bellver que, com les altres terres del Rosselló i la Cerdanya, esdevingué part del regne de Mallorca. La vila de Bellver era de jurisdicció reial; Pere el Cerimoniós, el 1344, prometé als seus habitants l'exercici de la jurisdicció civil o criminal, a més de confirmar les antigues franqueses. Fou el centre de la sotsvegueria de Baridà i tingué un paper important en la història del comtat com a plaça forta fins al segle xviii.

## Arquitectura

### La cisterna
La força citada en les fonts escrites es pot situar acuradament gràcies a la toponímia, històrica i actual. L'únic element, però, visible actualment és una cisterna que hi havia a l'interior del clos de muralles que degué ser complex, amb diversos panys de muralles i diverses torres adossades o exemptes. Es té constància d'altres elements com algun passadís subterrani i una altra cisterna similar a la que roman avui dia. La cisterna, de planta lleugerament trapezoïdal, té uns 3,40 m en els trams curts i està coberta amb volta de canó feta amb encofrat de posts i recoberta d'argila vermella ben compactada. Presenta un sòcol fet de grans carreus de pedra calcària, segurament lligats amb calç. La part superior és feta amb còdols irregulars, lligats amb calç. El sòl és enllosat amb els mateixos carreus del sòcol, una mica més petits, regulars i ben tallats. Sense notícies documentals la datació és difícil. Tanmateix, la factura del conjunt i el sòcol de grans blocs ben tallats fan pensar que es devia construir al final del segle xii o inici del xiii. Un paral·lel proper és la cisterna del castell de Llívia.

### La vila closa
La zona ocupada per la vila medieval era de planta allargada, amb una longitud d'uns 195 m i una amplada d'uns 72 m. A l'extrem occidental hi havia el castell i, a prop, un portal. A l'angle sud-est hi havia un altre portal a tocar de l'anomenada Torre de la Presó. La població s'organitzà a partir de diversos centres: el castell a ponent, l'església a llevant, segurament una plaça situada al bell mig i els dos portals (Baridà i Cerdanya), que la comunicaven amb l'exterior.
Pel que fa a la muralla devia tenir uns 535 metres de perímetre, flanquejat per torres o bestorres. Els murs seguirien el perímetre del turó originari, aprofitant al màxim l'espai exterior, alhora que utilitzaven els pendents per reforçar les defenses. La part septentrional, d'alçada considerable i protegida pel Segre, no calgué dotar-la de grans panys de paret. A ponent el castell dominava tot l'espai. A la part de llevant, en canvi, s'hi van construir notables panys de muralla així com torres. La meridional, també alta, estava protegida per un fossat.
Actualment, es conserven d'una manera parcial els sectors N i E de la muralla de Bellver. Tot el conjunt de torres, bestorres --com la del costat nord-est-- i llenços de mur és força homogeni pel que fa als elements constructius. En principi, la muralla es pot identificar amb la que feu construir Jaume I l'any 1267 en canvi d'eximir els habitants de la vila del pagament de la quèstia. Si bé deuria sofrir alguns canvis amb les guerres dels segles posteriors, el que es conserva correspon bàsicament a la muralla primitiva. Els anys vuitanta (segle XX), en fer-se obres al clos de la vila vella es descobriren diversos túnels que devien permetre de comunicar per sota de la muralla l'interior de la vila amb l'exterior, sobretot en cas de setge. (Bolòs - Pagès 1990). Es consideren contemporanis o poc posteriors al moment en què es bastí la muralla.